# Coroa da Rainha Alexandra

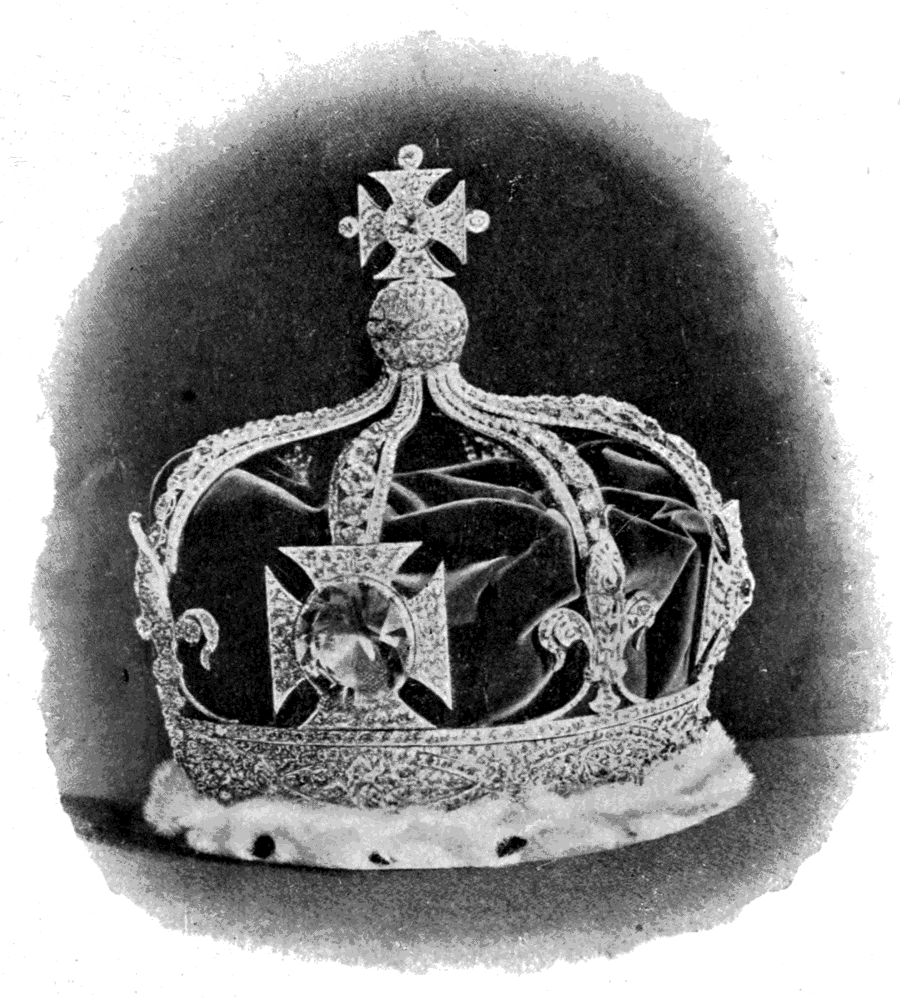
Coroa de Alexandra da Dinamarca, rainha consorte do Reino Unido.

A Coroa da Rainha Alexandra (em inglês: Crown of Queen Alexandra) foi a coroa consorte da rainha Alexandra da Dinamarca. Foi fabricado para a coroação de 1902 do rei Eduardo VII e da rainha Alexandra.

## Origem
A morte da rainha Vitória em janeiro de 1901 encerrou 64 anos do Reino Unido sem uma rainha consorte coroada, e o príncipe Alberto de Saxe-Coburgo-Gota não havia sido coroado como consorte. Tradicionalmente, a rainha consorte era coroada com a coroa do século XVII de Maria de Modena. No entanto, em 1831, Adelaide de Saxe-Meiningen foi coroada com uma nova pequena coroa de 4 semiarcos, a Coroa da Rainha Adelaide, porque a coroa de Modena foi considerada inadequada para uso.
Em 1902, foi decidido não usar nem as coroas de Modena nem de Adelaide para a primeira coroação de uma rainha consorte em quase sete décadas. Em vez disso, decidiu-se criar uma coroa de consorte totalmente nova, com o nome da rainha Alexandra.

## Estilo
A coroa partiu do estilo padrão das coroas britânicas e era mais parecida com as coroas reais europeias. Era feito de platina para maior leveza, menos ereto do que o normal nas coroas britânicas e mais atarracado no design, com oito meios-arcos sem precedentes. Seu arco frontal juntava-se a uma cruz cravejada de pedras preciosas na qual estava cravado o diamante Koh-i-Noor. Tal como acontece com a posterior Coroa da Rainha Maria de Teck e Coroa da Rainha Isabel, os arcos eram destacáveis, permitindo que a coroa fosse usada como um diadema.
A coroa da rainha Alexandra não foi usada por rainhas posteriores; novas coroas foram criadas para Maria de Teck em 1911 e Isabel Bowes-Lyon em 1937. A coroa está agora em exibição na Torre de Londres. As pedras principais foram substituídas por pedras artificiais conhecidas como pasta.

## Galeria

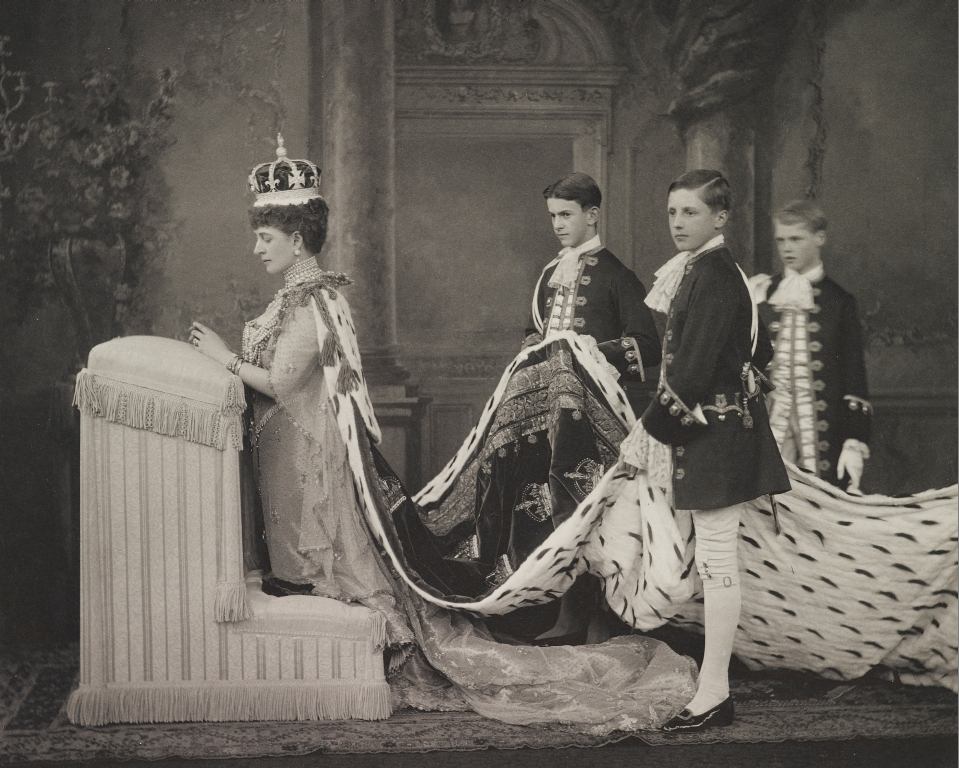
A Rainha Alexandra e seus pajens, 1902.
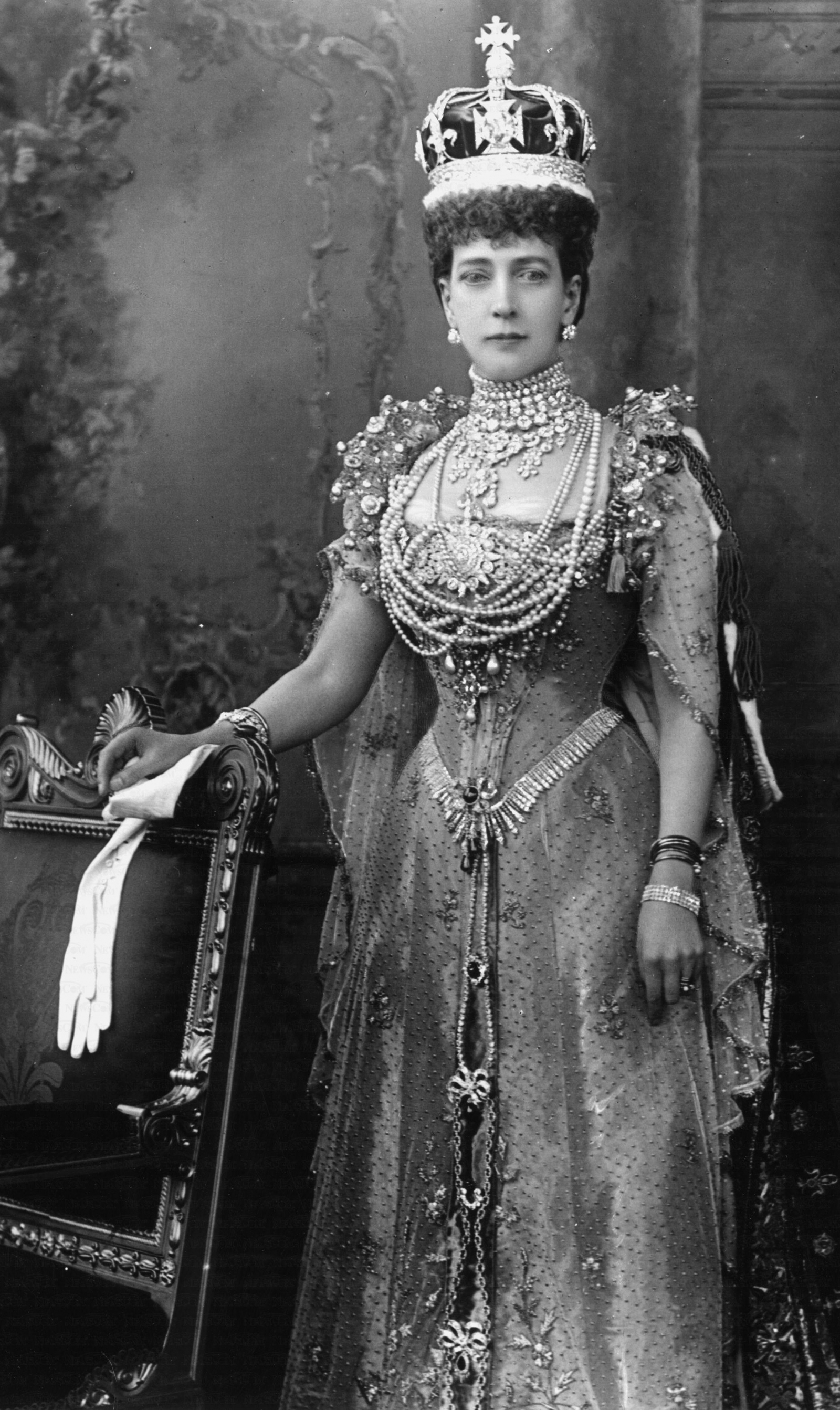
Alexandra usando sua Coroa.